# Майкл Роджерс (велогонщик)
Майкл Роджерс (англ. Michael Rogers, 20 грудня 1979) — австралійський велогонщик.
Бронзовий призер Олімпійських Ігор 2004 року в роздільній шосейній гонці, учасник 2008, 2012 років.
Переможець Ігор Співдружності 1998 (командна гонка переслідування), 1998 (скретч) років, срібний призер 2002 року в роздільній шосейній гонці.
Чемпіон світу з велоперегонів на шосе 2003 (роздільна гонка), 2004 (роздільна гонка), 2005 (роздільна гонка) років, срібний призер 1997 (юніорська роздільна гонка), 1999 (роздільна гонка до 23 років) років, бронзовий призер 2000 року (в роздільній гонці до 23 років).